# CGC Viareggio 2002-2003
Questa voce raccoglie le informazioni riguardanti del CGC Viareggio nelle competizioni ufficiali della stagione 2002-2003.

## Stagione
Ventitresimo campionato di massima serie, A1. È il primo dopo cinque anni di assenza. Alessandro Cupisti e Francesco Dolce devono aiutare i giovani compagni nella lotta per non retrocedere. Il nuovo presidente Palagi spera, che con un passo alla volta, il CGC Viareggio torni a lottare invece per il vertice della classifica. Al termine della stagione regolare il Viareggio arriva undicesimo e dovrà affrontare per la salvezza la seconda classificata della serie A2, l'Amatori Lodi. Vincendo entrambe le partite, i bianconeri ottengono la salvezza.

## Maglie e sponsor
| 1ª divisa | 2ª divisa |

## Organico

### Giocatori
Dati tratti dal sito internet ufficiale della Federazione Italiana Sport Rotellistici.
| N° | Naz.                 | Ruolo | Sportivo            |  |  |  |
| -- | -------------------- | ----- | ------------------- |  |  |  |
|    | Italia (bandiera)    | P     | Alessandro Cupisti  |  |  |  |
|    | Italia (bandiera)    | P     | Leonardo Barozzi    |  |  |  |
|    | Italia (bandiera)    | E     | Nicola Felicetti    |  |  |  |
|    | Argentina (bandiera) | E     | Juan Luis Travasino |  |  |  |
|    | Italia (bandiera)    | E     | Nicola Palagi       |  |  |  |
|    | Italia (bandiera)    | E     | Stefano Camporeggi  |  |  |  |
|    | Italia (bandiera)    | E     | Strenghetto         |  |  |  |
|    | Italia (bandiera)    | E     | Luca Natante        |  |  |  |
|    | Argentina (bandiera) | E     | Marcelo Uribe       |  |  |  |
|    | Italia (bandiera)    | E     | Francesco Dolce     |  |  |  |
|    | Italia (bandiera)    | E     | Crudeli             |  |  |  |
|    | Italia (bandiera)    | E     | Fortuna             |  |  |  |
|    | Italia (bandiera)    | E     | Brunelli            |  |  |  |
|    | Italia (bandiera)    | E     | Deinite             |  |  |  |